# Swiss Women’s Hockey League D
Die Swiss Women’s Hockey League D (kurz SWHL D) ist die vierthöchste Fraueneishockeyspielklasse der Schweiz. Die Liga wurde 2018 als Unterbau der SWHL C gegründet und umfasste zunächst 17 Mannschaften in 3 Gruppen.

## Teilnehmer der Saison 2023/24
In der SWHL D spielen folgende Mannschaften:
Gruppe 1
- SC Rapperswil-Jona Lady Lakers II
- EHC Schaffhausen Damen II
- Argovia Stars Frauen
- EHC Zuchwil Regio Damen
- HC Luzern Damen

Gruppe 2
- Neuchâtel Hockey Academy Dames III
- EHC Rot-Blau Bern-Bümpliz Damenteam
- EHC Thun Frauen
- HC Ajoie Les Panthères
- HC La Chaux-de-Fonds Femmes

Gruppe 3
- Lausanne HC Féminin II
- CP Fleurier féminine
- CP Meyrin Femmes
- HC Monthey-Chablais Féminin
- HC Prilly-Lausanne Féminin